# IC 1154
IC 1154 — галактика типу E (еліптична галактика) у сузір'ї Мала Ведмедиця.
Цей об'єкт міститься в оригінальній редакції індексного каталогу.